# Kastell Cigmău
Kastell Cigmău (antiker Name Germisara) war ein römisches Hilfstruppenlager auf dem Dorfgebiet von Cigmău in der Gemeinde Geoagiu, Kreis Hunedoara in der rumänischen Region Siebenbürgen. Gemeinsam mit insgesamt 277 Stätten des Dakischen Limes wurde Germisara 2024 zum UNESCO-Weltkulturerbe erhoben. In direkter Nachbarschaft des antiken Truppenstützpunktes befinden sich Thermalquellen, die auch in römischer Zeit bereits einen florierenden Tourismus ermöglichten.

## Lage

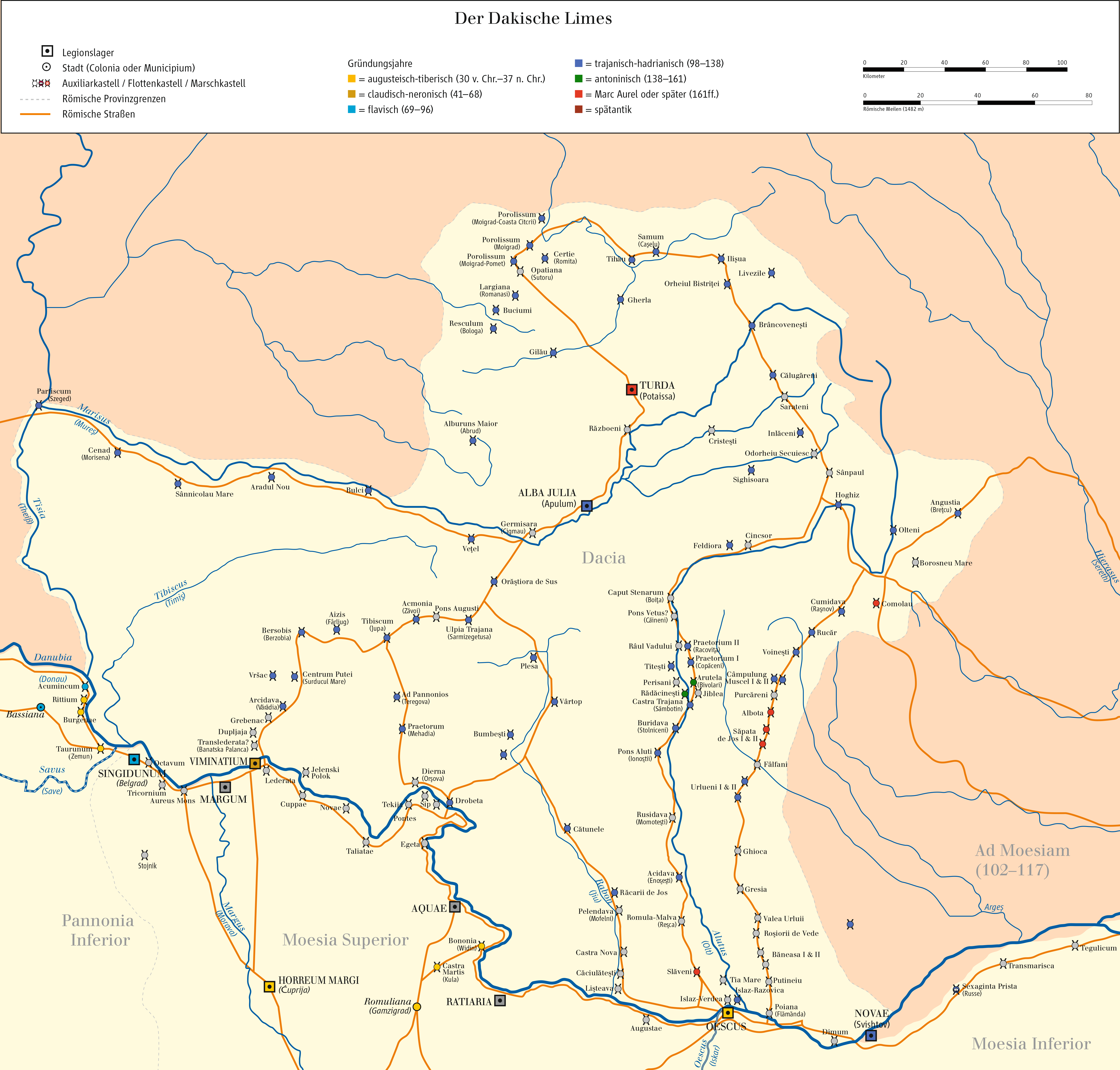
Germisara im Verlauf der dakischen Limites (106 bis 275)

Im heutigen Siedlungsbild befindet sich das Bodendenkmal knapp zwei Kilometer östlich des Dorfes Cigmău und zwei Kilometer südsüdwestlich des Städtchens Geoagiu in der unbebauten, landwirtschaftlich genutzten oder als Brachland dienenden Flur „Cetatea uriasilor“ (Festung der Riesen) oder „Progadie“. Topographisch liegt es auf einer Hochterrasse am nördlichen Ufer des Mureș, etwa zweieinhalb Kilometer unterhalb der Einmündung des Flüsschens Geoagiu. In antiker Zeit hatte das Kastell vermutlich die taktische Aufgabe, das Tal des Mureș zu überwachen und die strategische Funktion, ein Gebiet zu kontrollieren, in dem sich vor der römischen Okkupation zahlreiche dakische Festungen befunden hatten. Administrativ befand es sich zunächst in der Provinz Dacia superior, später in der Dacia Apulensis.
Gut fünf Kilometer nördlich des Kastells entwickelte sich der römische Kurort Germisara ⊙, heute Geoagiu-Băi, der sich die Thermalquellen des aufsteigenden Gebirges zu Nutze machte. Die Anlage der Thermen geht noch auf vorrömische Zeit bis ins erste vorchristliche Jahrhundert zurück, so dass Geoagiu-Băi auf eine 2100-jährige Tradition als Badeort zurückblicken kann.

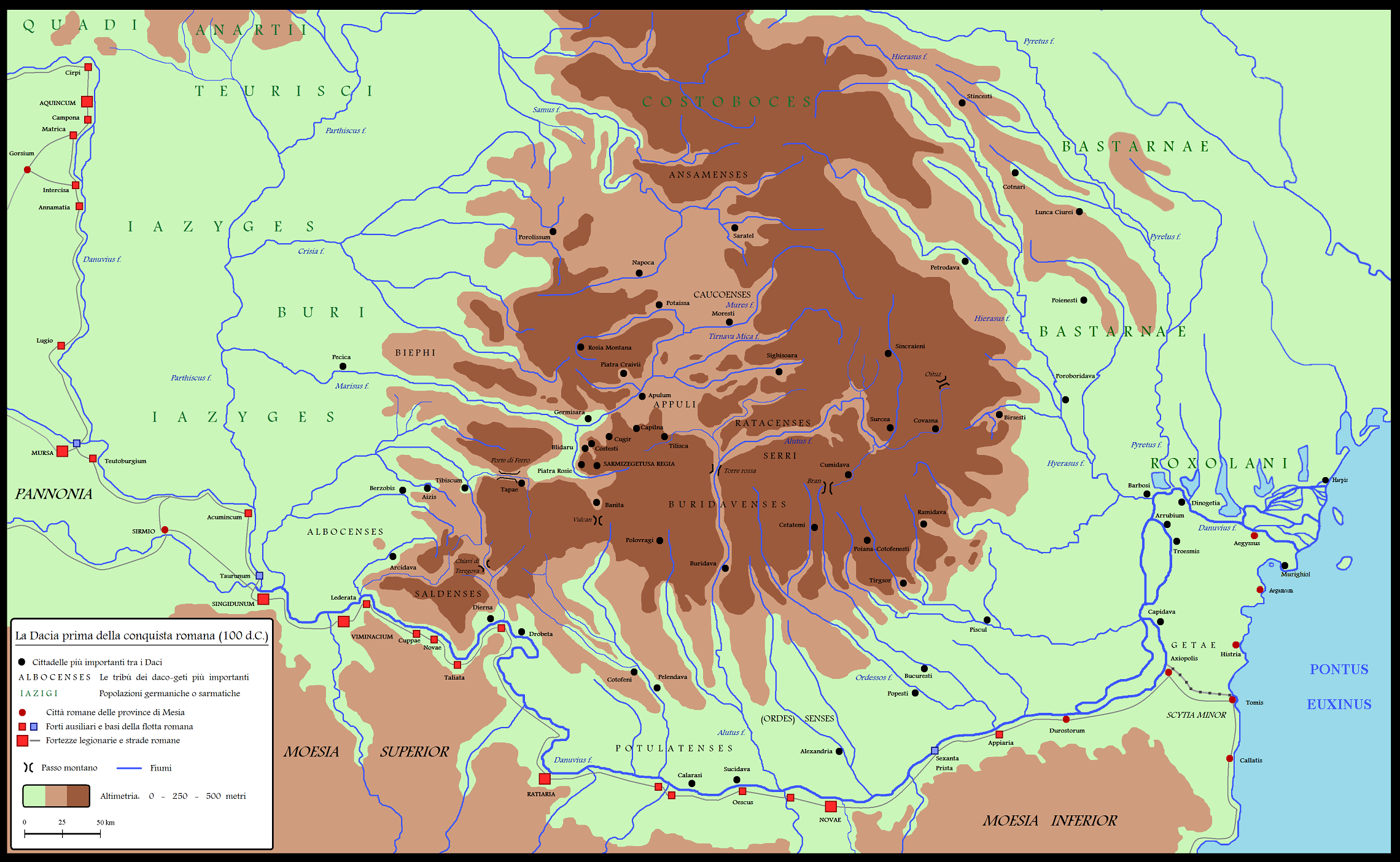
Konzentration dakischer Festungen im Gebiet um Cigmău um das Jahr 100
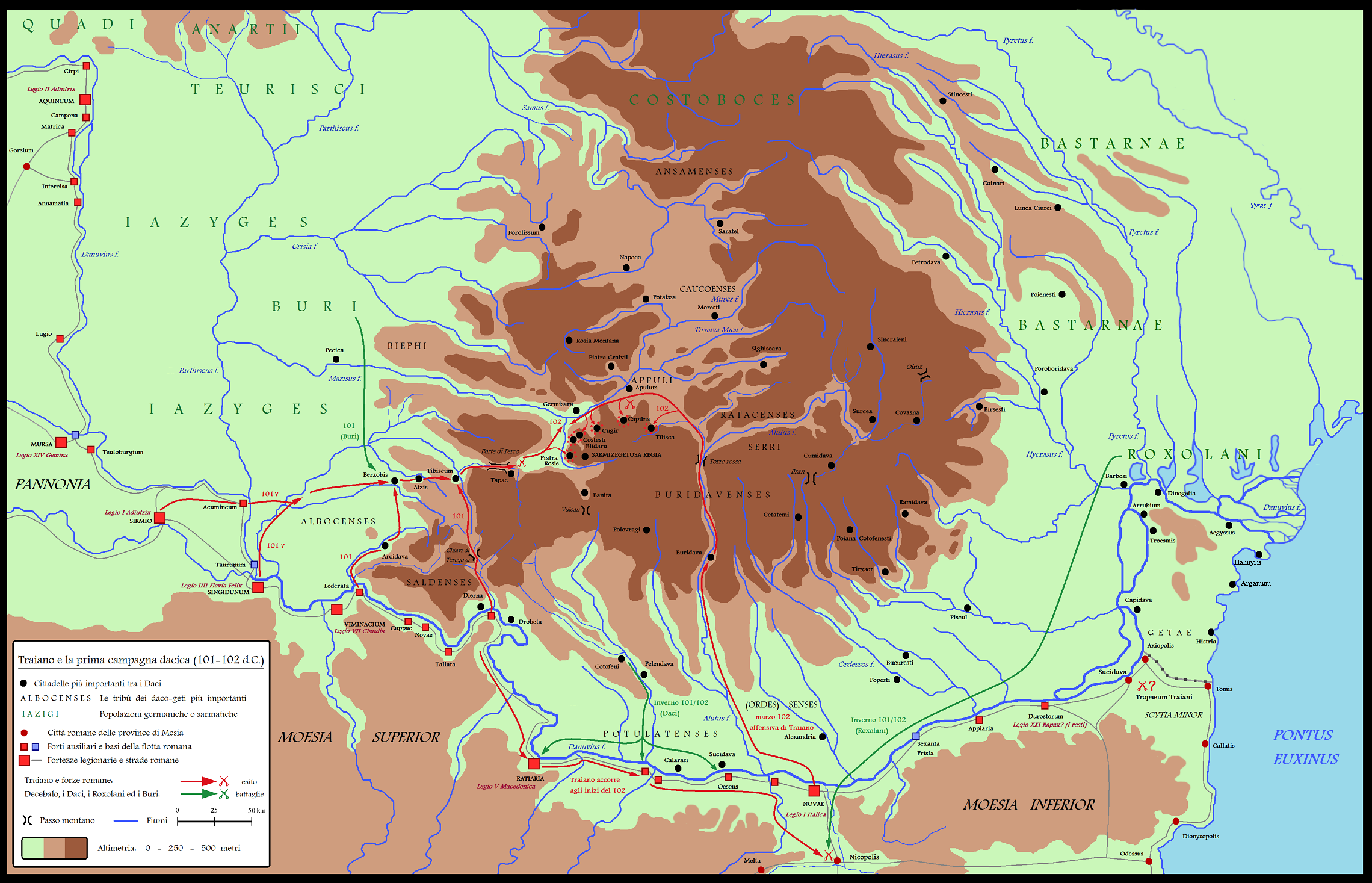
Strategische Position Cigmăus im ersten Dakerkrieg Trajans (101/102)
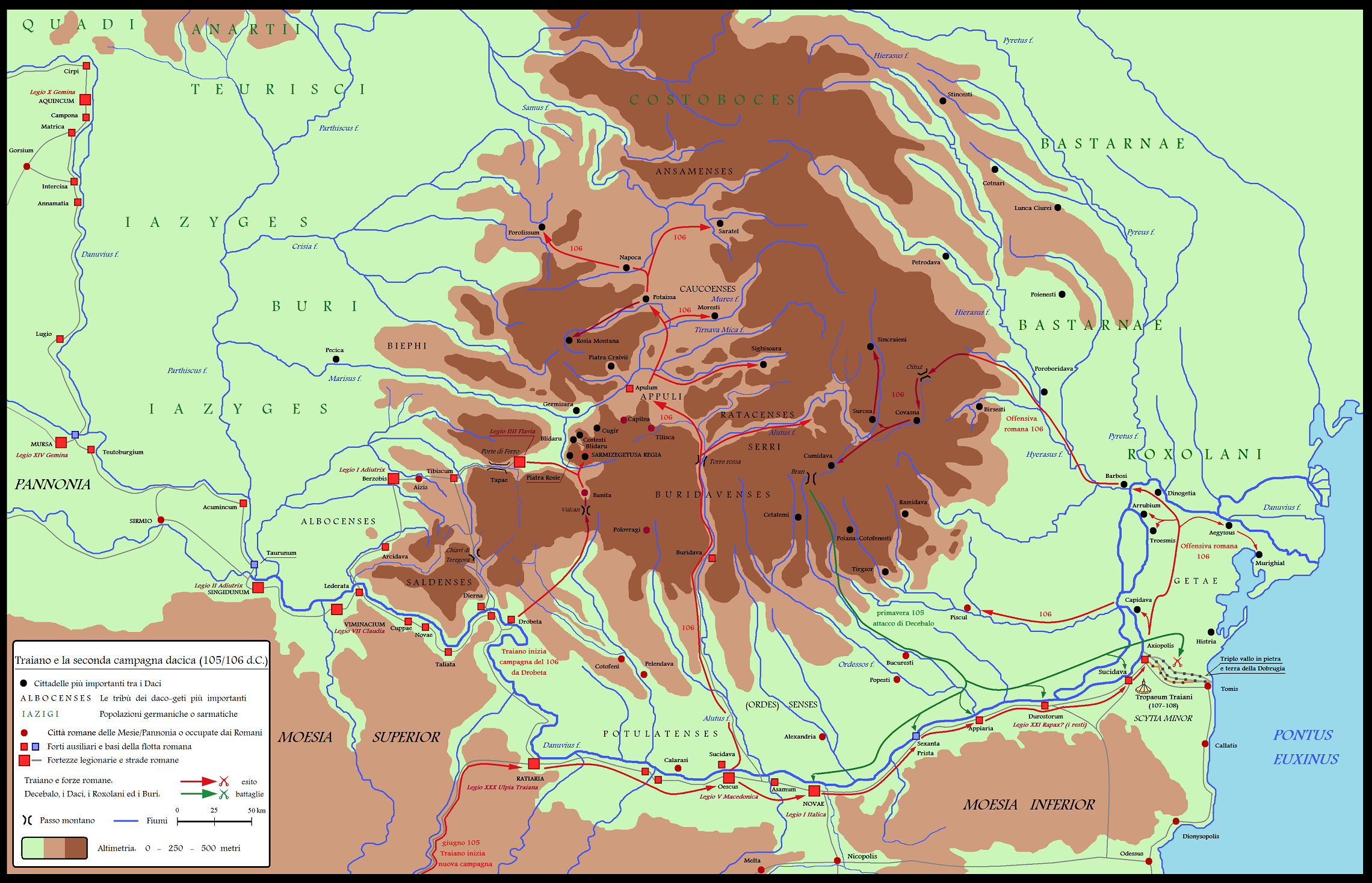
Position Cigmăus im zweiten Dakerkrieg Trajans (105/106)

## Etymologie, Quellen und Forschungsgeschichte

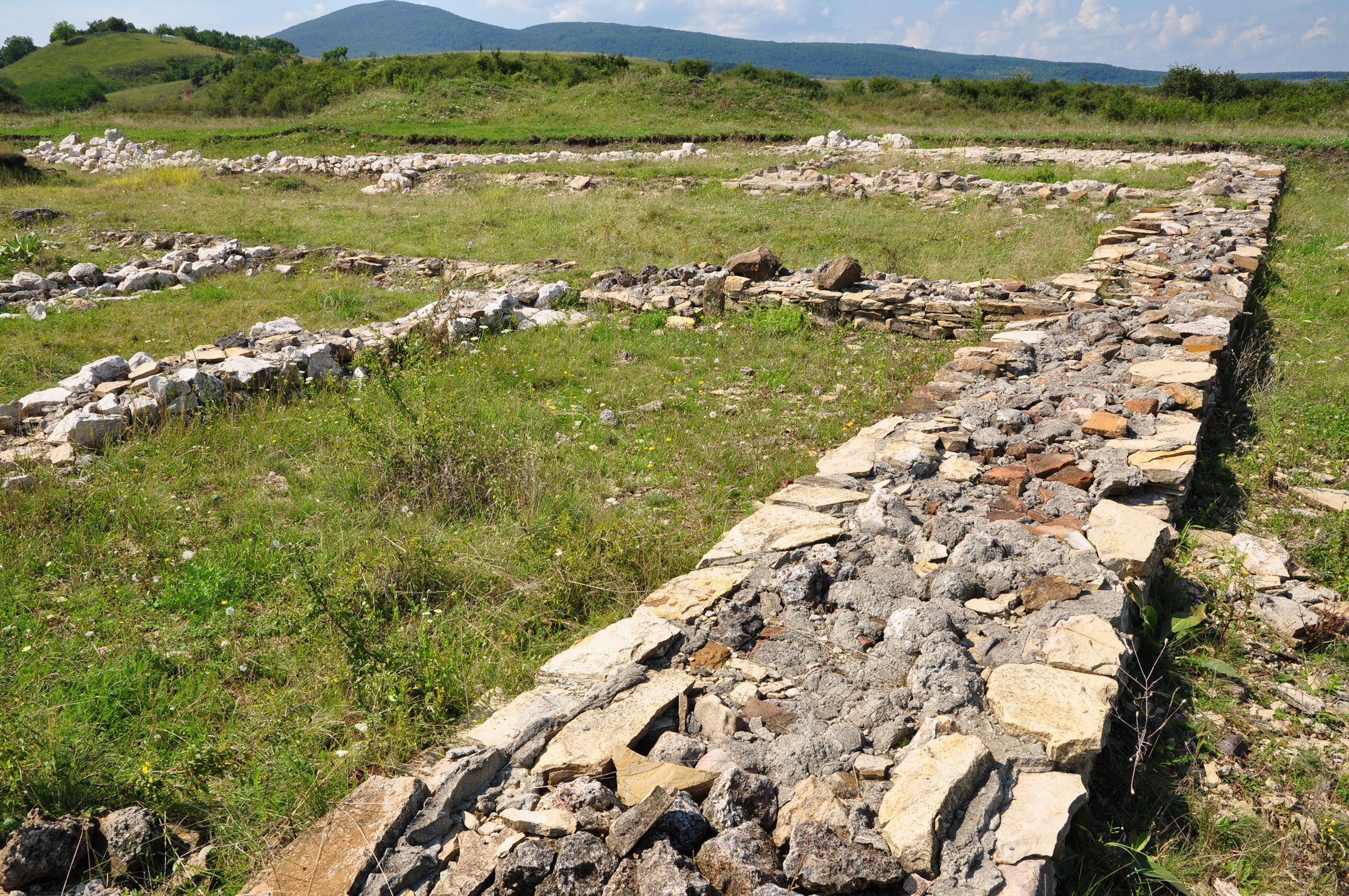
Kastell Cigmău (2011)

Der Name Germisara ist dakischen Ursprungs, bedeutet so viel wie „Heißes Wasser“ (germi = Hitze, sara = Wasserfall) und weist auf die lokalen Thermalquellen hin. Er ist auf der Tabula Peutingeriana verzeichnet und sowohl in der Geographike Hyphegesis des Claudius Ptolemäus als auch in der Cosmographia des Geographen von Ravenna aufgeführt. Insgesamt scheint sich der Name Germisara auf ein ausgedehntes Gebiet zu beziehen, möglicherweise einen Pagus, der das Militärlager, den zugehörigen Auxiliarvicus, die Gräberfelder und die Thermalquellen umfasste.
Auch wenn die Fundstelle des Kastells als solche schon lange bekannt war, wusste Nicolae Gudea 1997 in seinem Kompendium über die Kastelle der Dakischen Limites noch keine weiteren Details zu nennen. Außer der Position des Lagers war bis zum Ende des 20. Jahrhunderts nur wenig über das Militärlager bekannt. Dies änderte sich erst mit den Auswertungen von Luft- und Satellitenaufnahmen durch William S. Hanson und Ioana A. Oltean und den in den Jahren 2000 bis 2002 folgenden archäologischen Ausgrabungen unter der Leitung von Adriana und Eugen Pescaru.

## Kastell Cigmău

Grundriss der Principia

Die Ausgrabungen führten schließlich zur Entdeckung eines Steinkastells mit trapezförmigem Grundriss und den ungewöhnlichen Achslängen von 320 m mal 120 m, was einer bebauten Fläche von 3,84 Hektar entspricht. Die irreguläre Form ist vermutlich dem Umstand geschuldet, dass bei der Errichtung des Kastells auf die topographischen Gegebenheiten der Hochterrasse Rücksicht genommen werden musste.

### Principia

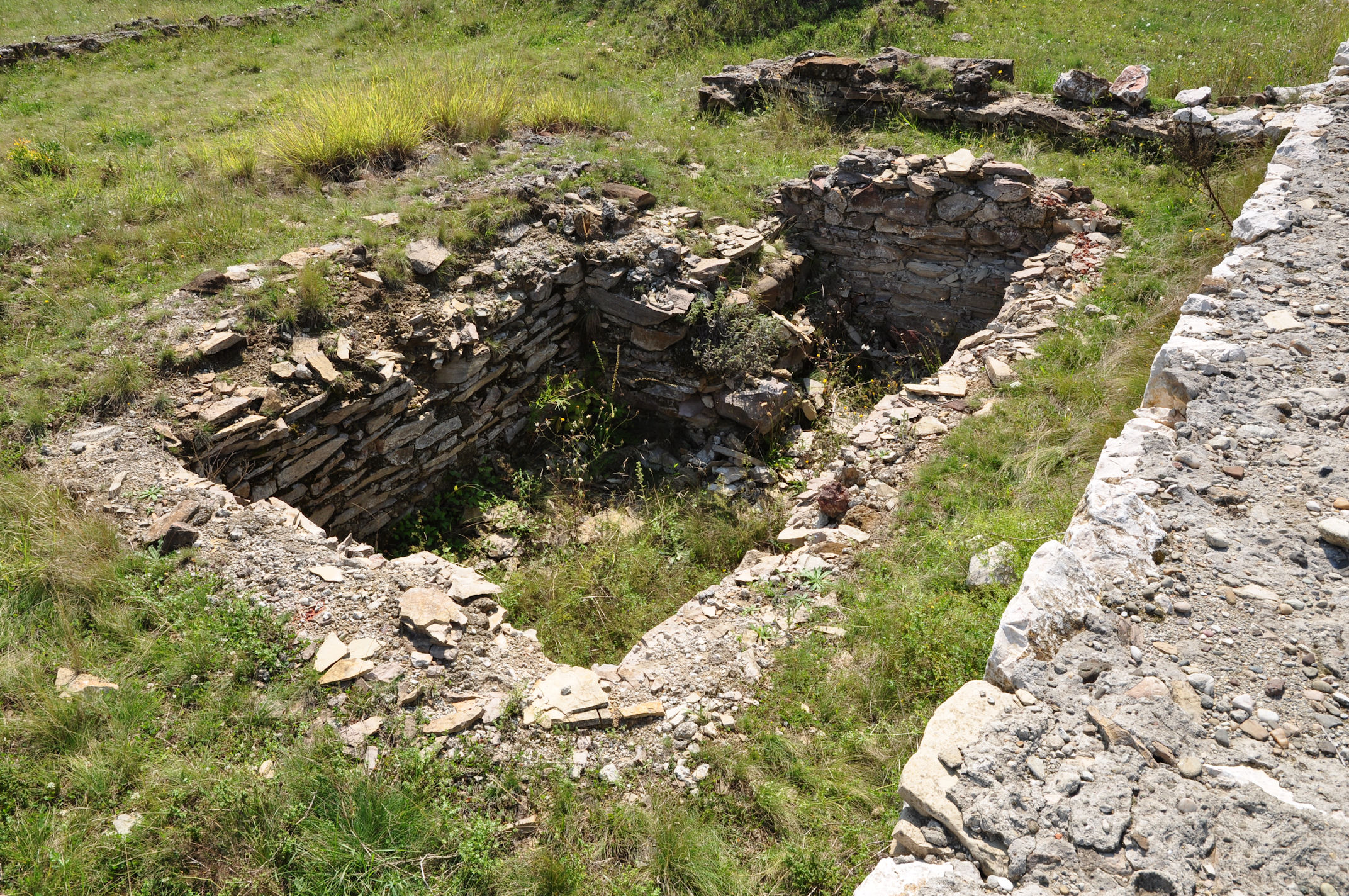
Keller für die Truppenkasse im Fahnenheiligtum der Principia (2011)

Unbeschadet der ungewöhnlichen Form des Lagergrundrisses haben die Principia (Stabsgebäude) einen regulären, rechteckigen (sich einem Quadrat annähernden) und symmetrischen Grundriss mit einer nord-südlichen Achse von 34 m und einer Ost-West-Achse von 35 m Länge. Dadurch ergibt sich eine Gebäudefläche von 1.190 m². Der Gebäudekomplex besitzt einen auf drei Seiten von Portiken gesäumten und von Funktionsräumen begrenzten Innenhof von 13 m mal 18 m (= 234 m²). Der Zugang in Form eines sechs Meter breiten Vestibüls befindet sich an der Südseite. Im Norden wird der Innenhof durch eine Basilika begrenzt, die sich zwar über die gesamte Breite der Principia erstreckt, aber nur eine Raumtiefe von fünf Metern aufweist. Im östlichen Teil der Basilika fand man Mauerspuren, die mit Vorbehalt als Reste eines Tribunals interpretiert werden können. Die Halle wird von einer 3,50 m tiefen Flucht aus insgesamt sechs Räumen abgeschlossen. Diese Räume besitzen unterschiedliche Breiten, so dass sich trotz der geraden Raumzahl das Fahnenheiligtum (aedes oder sacellum) in der Symmetrieachse des Gebäudekomplexes befindet (östlich der aedes liegen zwei, westlich drei Räume). Noch gut erhalten ist der Keller des Fahnenheiligtums, in dem traditionell die Truppenkasse verwahrt wurde.

### Horrea
Unmittelbar westlich der Principia wurden zwei größere Gebäude freigelegt, die aufgrund ihrer massiven Stützpfeiler als Horrea (Speichergebäude) angesprochen wurden. Ihre Mauern verlaufen nicht parallel zu den Principia, sondern weichen auf deren Gesamtlänge um insgesamt etwa drei Meter aus der Axialflucht ab. Das erste, unmittelbar neben dem Stabsgebäude befindliche Horreum hat mit 29 m mal 17,50 m (= 507,5 m²) eine für diesen Gebäudetyp eher ungewöhnliche Größe. Zwar sind ähnlich geräumige Horrea auch in anderen Auxiliarkastellen nachgewiesen, jedoch handelt es sich dann immer um Doppelhorrea, worauf in Cigmău keinerlei bauliche Strukturen oder sonstige Anzeichen hinweisen, so dass von einem einräumigen Großgebäude ausgegangen werden muss. Das zweite, 28,50 m mal 10,50 m (= 299 m²) große Horreum entspricht den üblichen Standards.

### Truppen
Als Stammeinheiten des Kastells Cigmău werden Vexillationes der Legio XIII Gemina sowie der Numerus Peditum Singularium Britannicianorum angesprochen, die beide durch zahlreiche Ziegelstempel und Inschriften belegt sind. Die Legio XIII Gemina hatte bereits am ersten Dakerkrieg Trajans teilgenommen und danach ihr Hauptquartier im Legionslager Alba Iulia (Apulum) bezogen, von wo aus sie Detachements an verschiedene andere Standorte abkommandierte. Der Numerus Peditum Singularium Britannicianorum, der zunächst in der Provinz Moesia superior stationiert war, ist ab dem Jahr 110 in Dakien nachgewiesen, wo er vermutlich bis zum Ende der römischen Besetzung des Landes verblieb. Möglicherweise gegen Mitte des ersten Jahrhunderts löste er die Truppen der Legio XIII Gemina ab, die um diese Zeit in die Provinz Dalmatia abkommandiert wurde. Der letzte epigraphische Beleg des Numerus aus Cigmău (wie auch aus Dakien) datiert auf das Jahr 245.

## Thermalbad Germisara

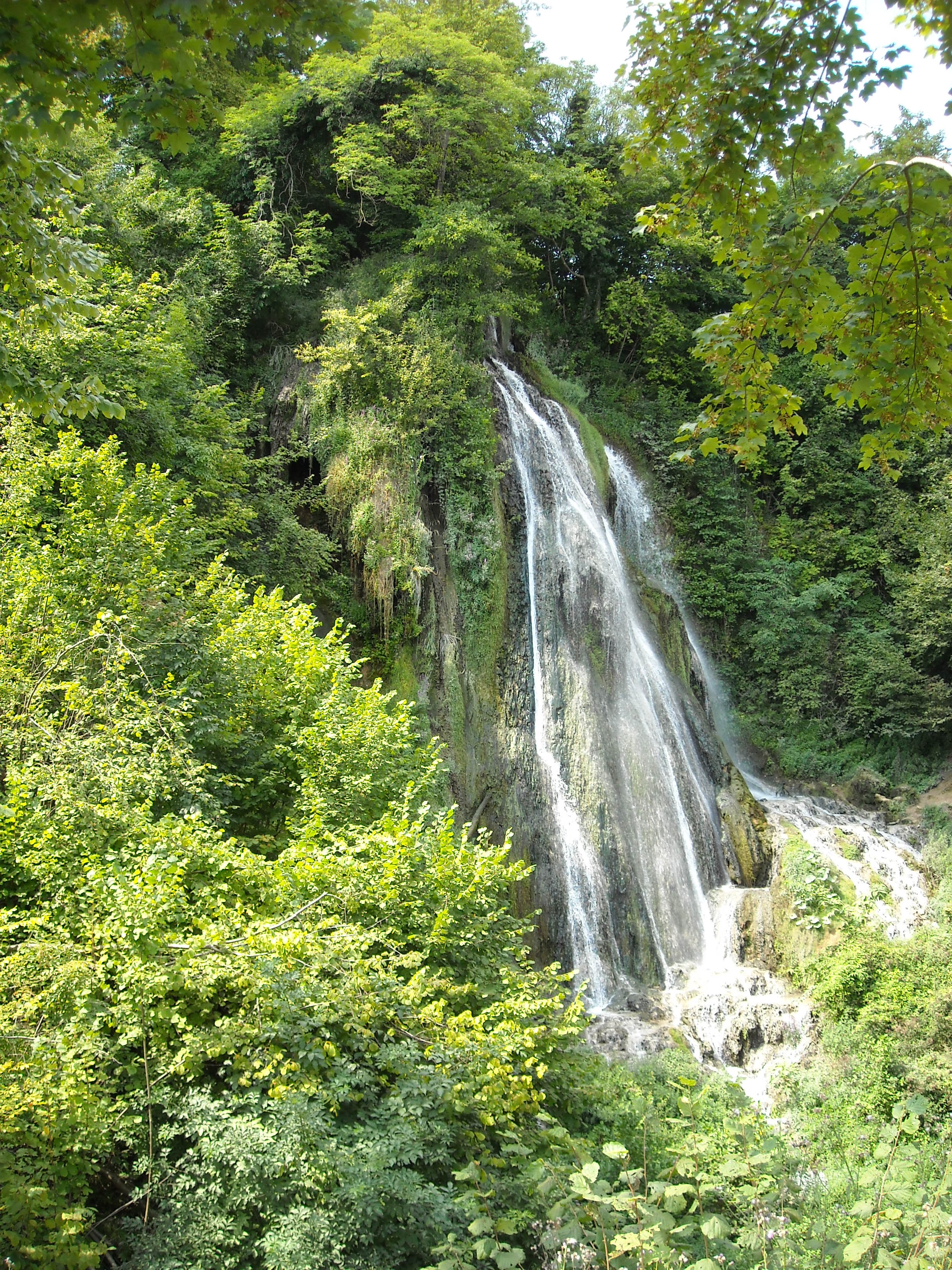
Wasserreiche Landschaft zwischen Geoagiu Bai und Geoagiu (2008)

Im aufsteigenden Gebirge, etwa fünf Kilometer Luftlinie nördlich des Kastells Cigmău, befinden sich die Thermalquellen von Germisara. Diese waren schon vor der Ankunft der Römer, spätestens seit dem ersten vorchristlichen Jahrhundert, von der hoch entwickelten Kultur der keltisch beeinflussten Daker zu balneotherapeutischen Zwecken genutzt worden. Die Römer mit ihrem ausgeprägten Badewesen nutzten die natürlichen Gegebenheiten einfach weiter, wie sie auch den ursprünglich dakischen Namen der Lokalität übernahmen und entwickelten Germisara zu einem auf die gesamte Provinz ausstrahlenden Kur- und Badeort, der Patienten und Kurgäste aller sozialen Schichten anzog. So befanden sich unter den Gästen zwei Provinzstatthalter aus Apulum, Marcus Statius Priscus (156/157–158) und Publius Furius Saturninus (159–161/162), Decurionen aus Apulum und der Ulpia Traiana Sarmizegetusa, ein Augustale, ebenfalls aus Sarmizegetusa, einfache Soldaten aus den Kastellen Micia, Hoghiz und Cigmău sowie Bewohner des Auxiliarvicus von Cigmău. Insgesamt 34 in Germisara gefundene Votivinschriften stammen von 31 verschiedenen Personen.
Die Ruinen dieses Thermalbades umfassen Stein- und Ziegelgebäude, Wassertanks und Becken, die zum Teil tief in den anstehenden Fels gegraben wurden, sowie ein verzweigtes Netz von Leitungen für heißes und kaltes Wasser. Neben diesen baulichen Strukturen wurden zahlreiche Fragmente von Denkmälern, Statuen, Reliefs sowie beschrifteten Säulen und Altären gefunden. Sie enthalten Widmungen an Götter, Halbgötter und Nymphen wie Sulis/Minerva, Diana Augusta, Fortuna, Hercules Invictus, Asclepius, Hygieia und die „Heiligsten und Heil bringenden Nymphen“ (Nimphae sanctissimae et salutferae). Die Existenz eines Nymphäums in Germisara ist neben den zahlreichen Inschriften auch durch die Funde von acht goldenen Votivblättern belegt. Ein herausragender Fund ist eine 1986/1987 gefundene steinerne Stele mit einer ausführlichen Weihinschrift an die Nymphen, die in Gedichtform und in zwei Sprachen (Griechisch und Latein) abgefasst ist.

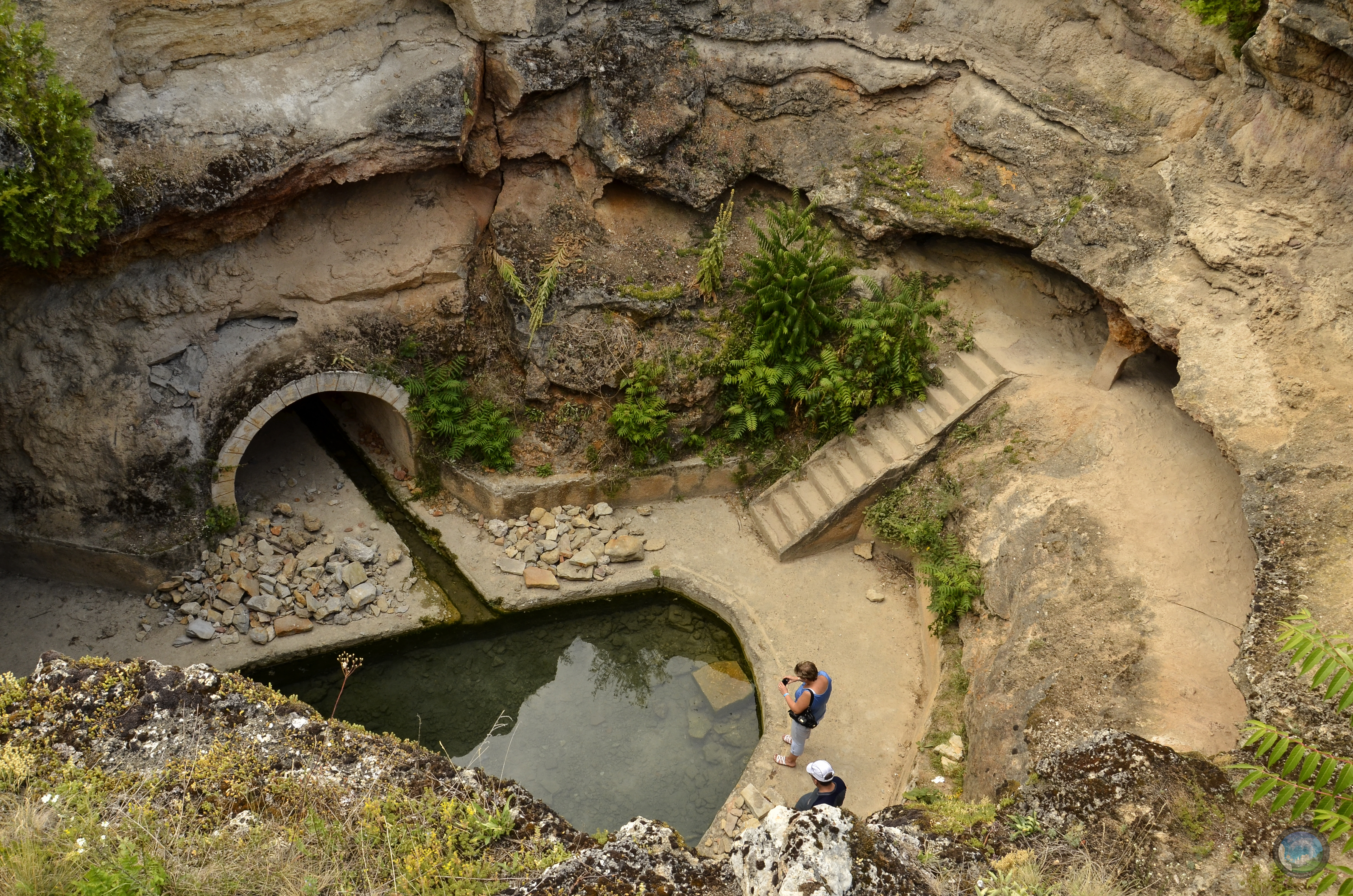
Komplex des Thermalbads Germisara (2012)
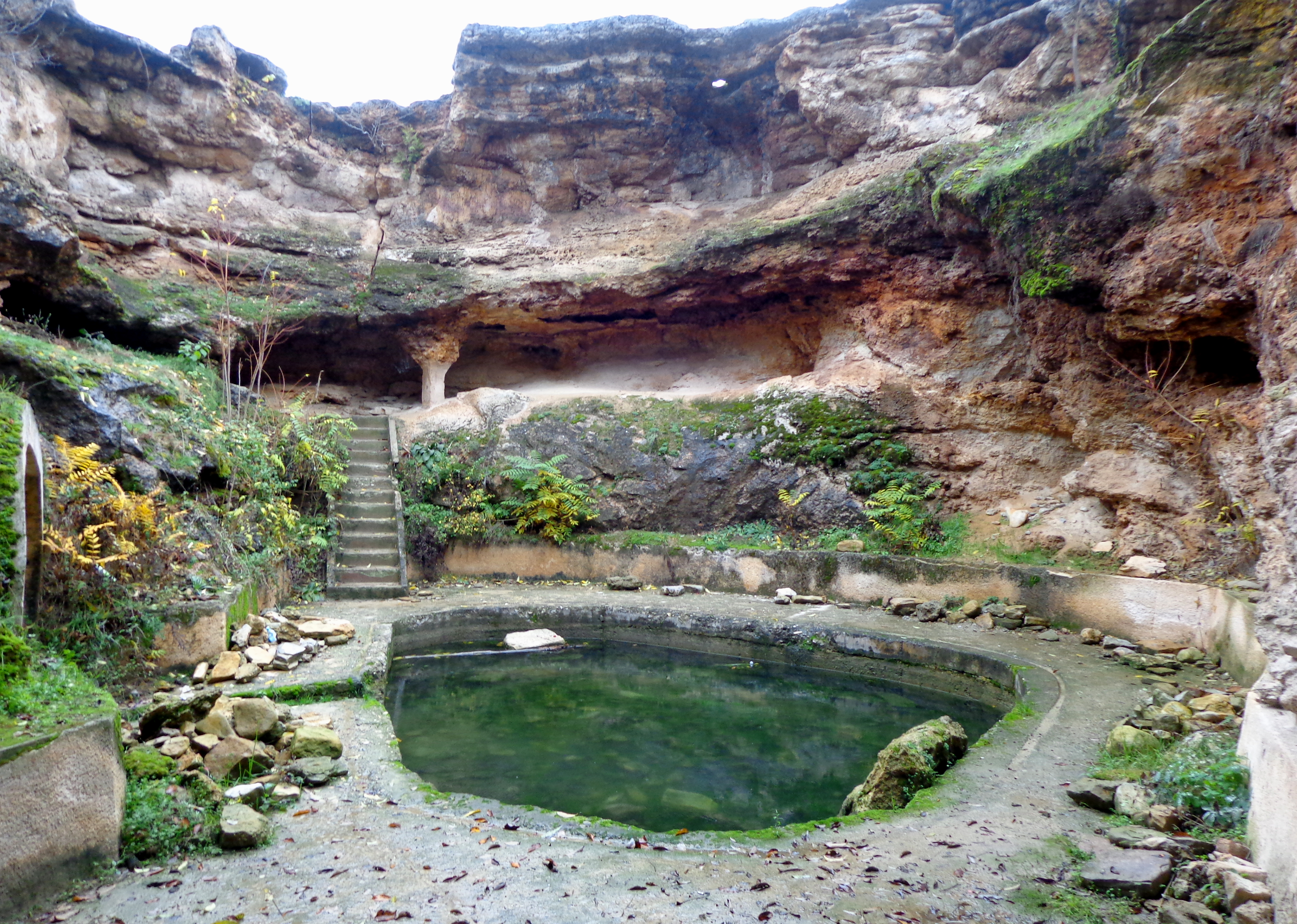
Komplex des Thermalbads Germisara (2013)
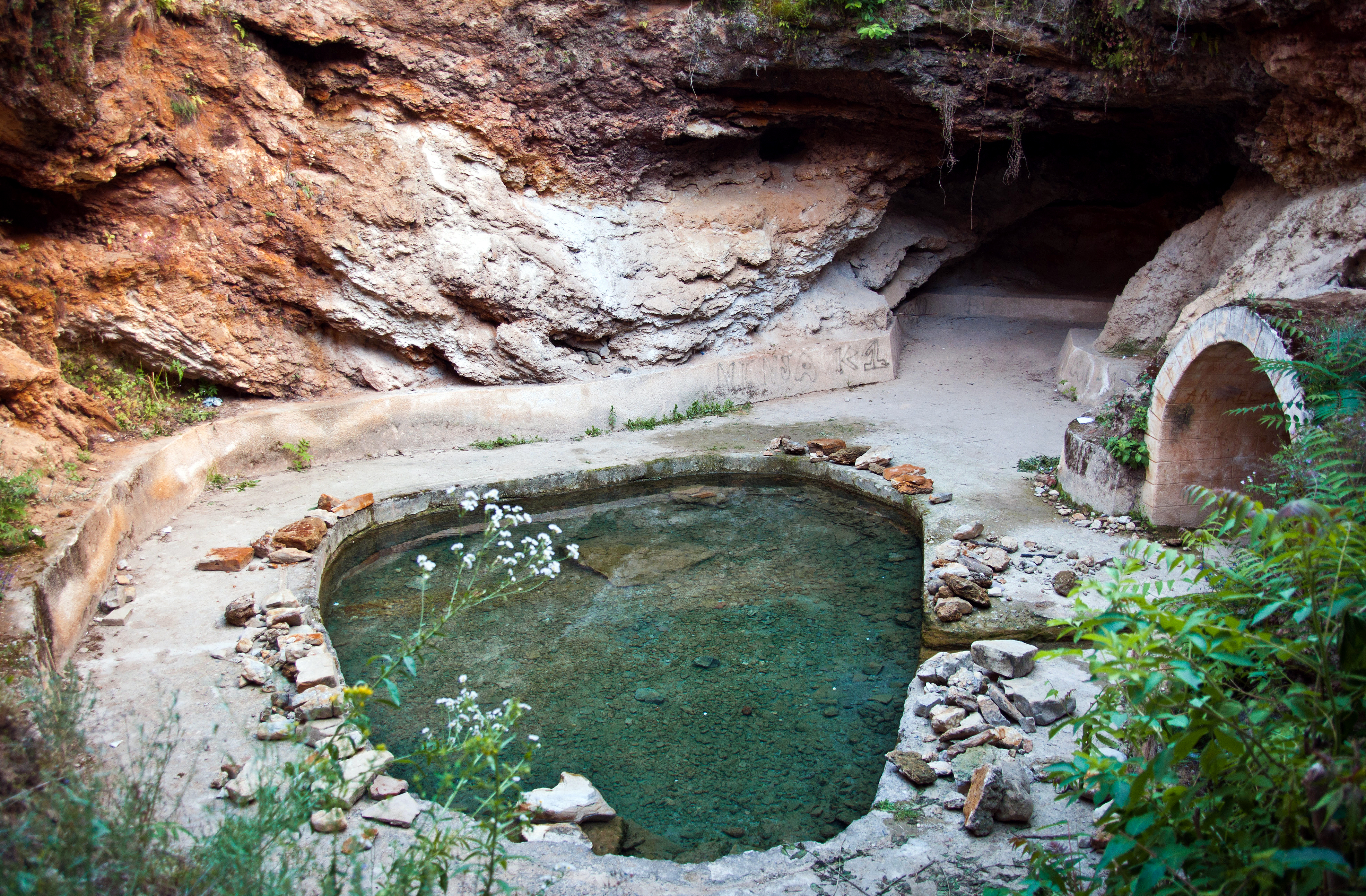
Komplex des Thermalbads Germisara (2011)
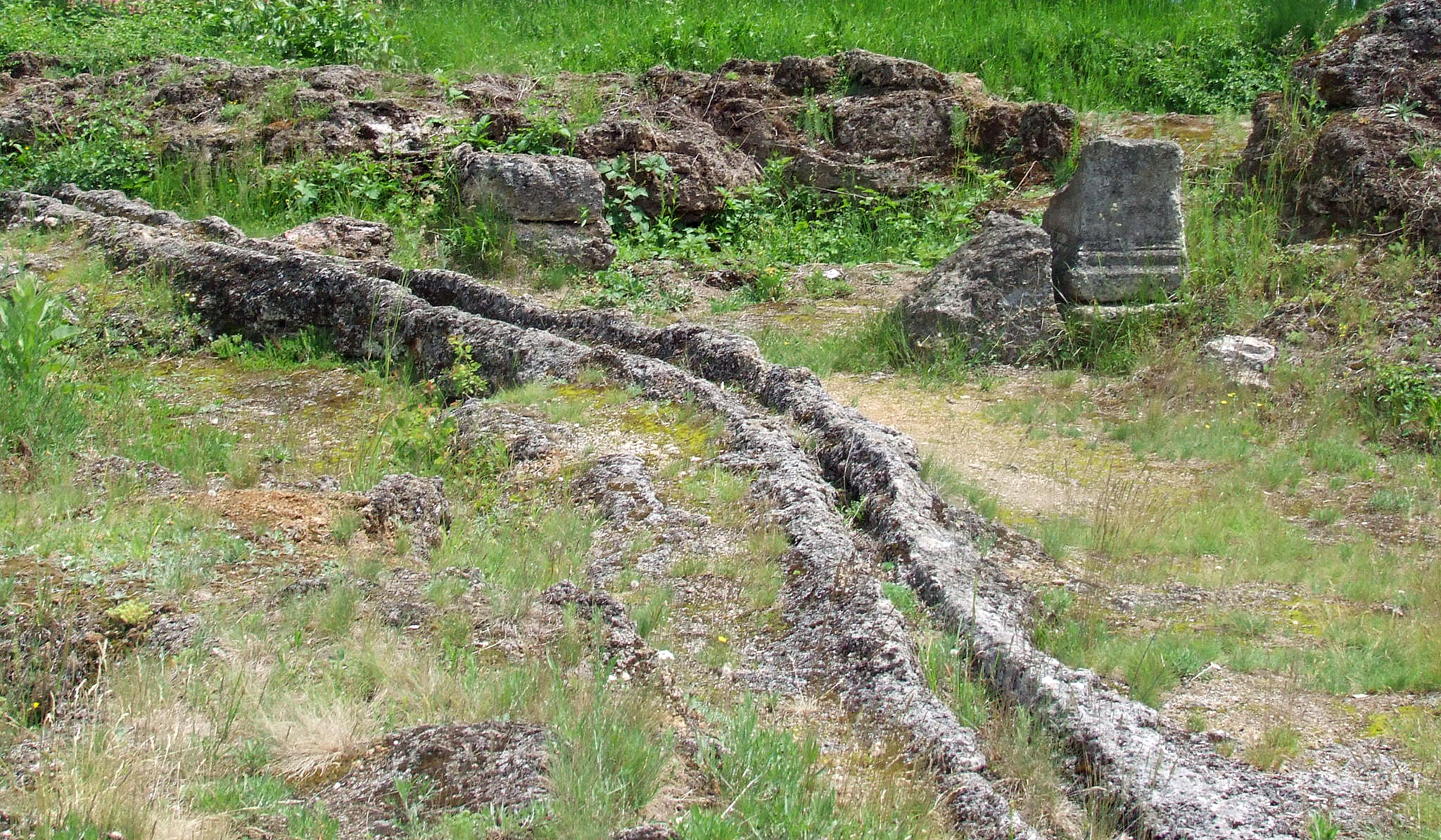
Komplex des Thermalbads Germisara (2012)
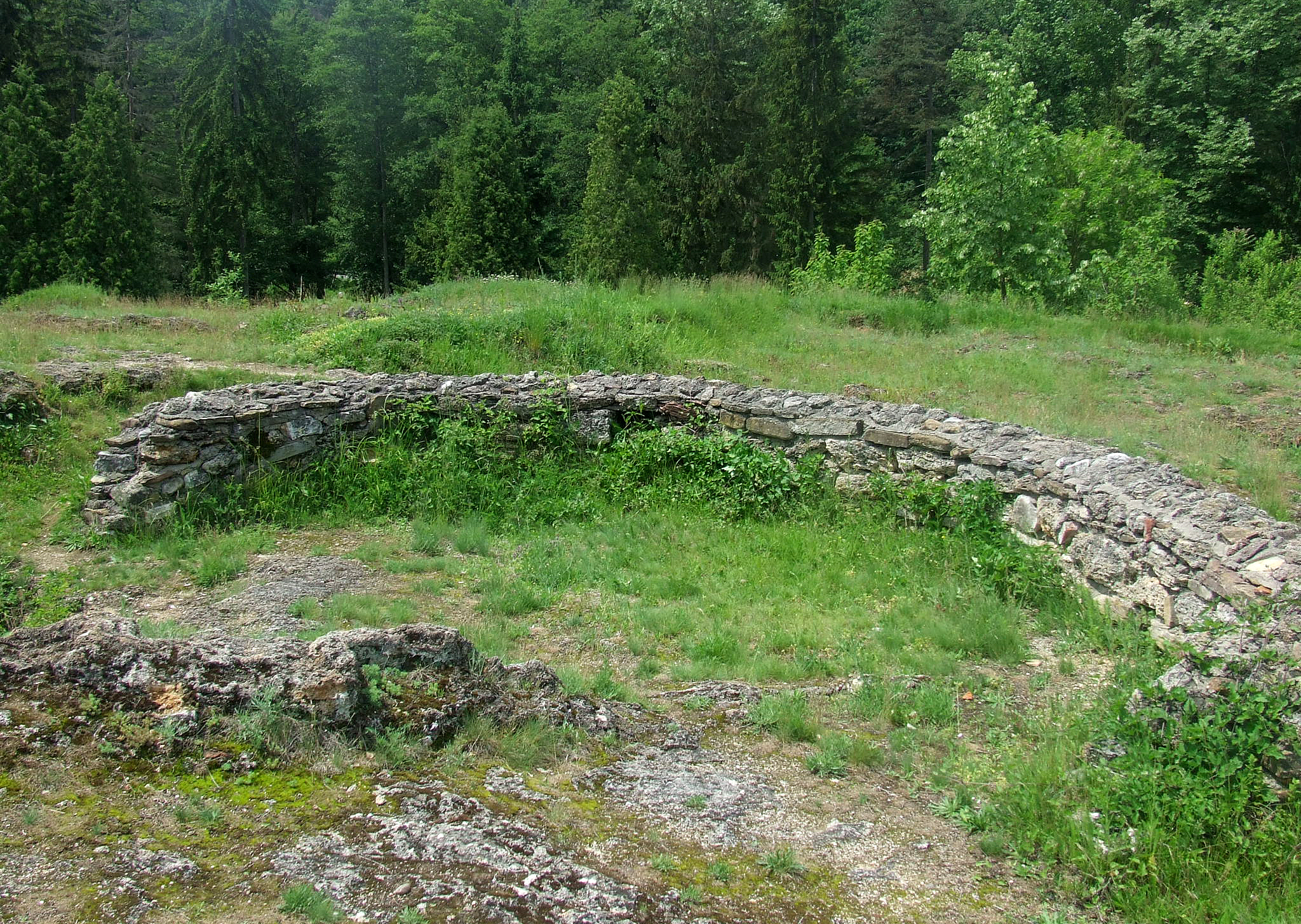
Komplex des Thermalbads Germisara (2012)

## Fundverbleib und Denkmalschutz

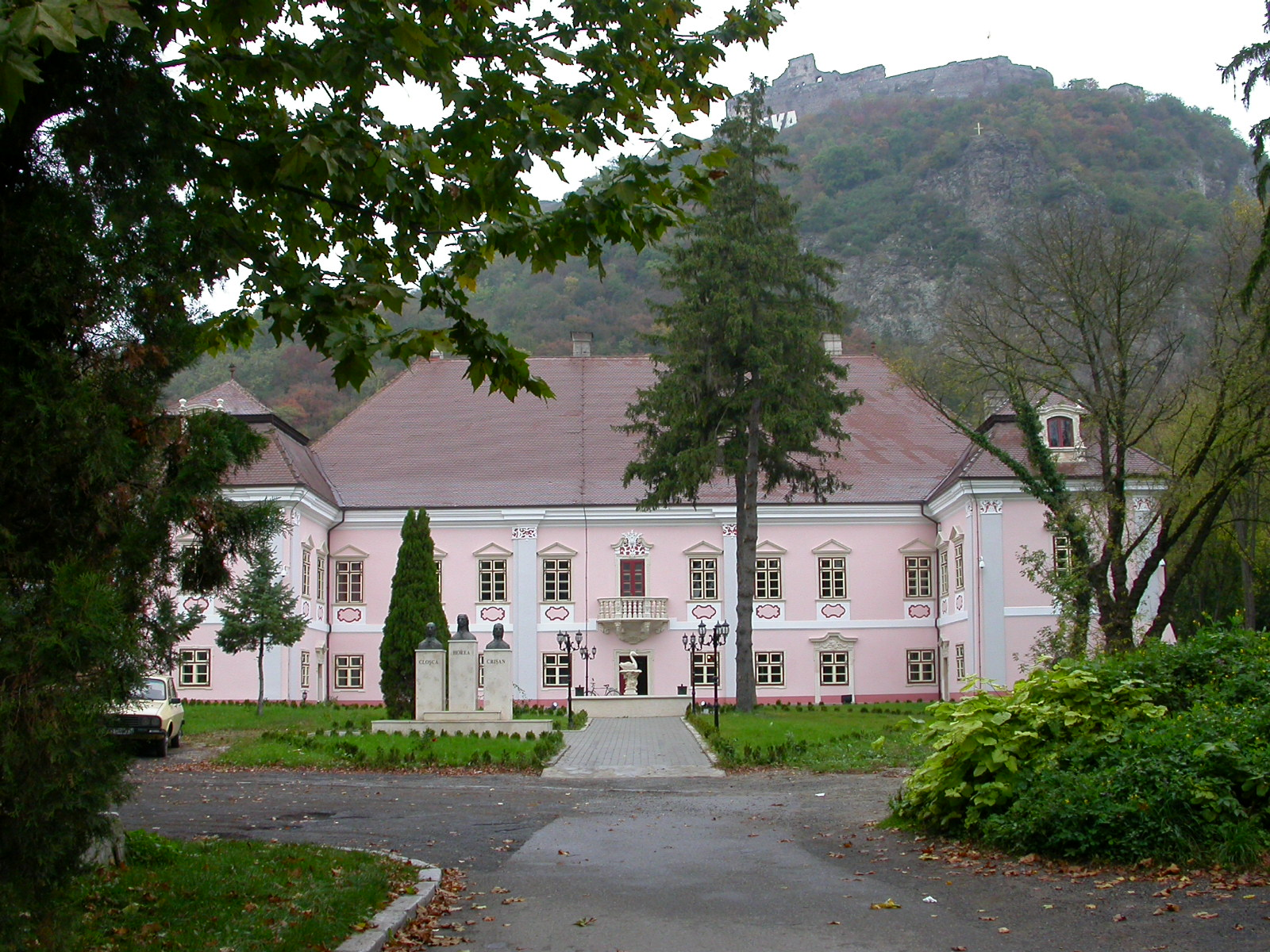
Magna Curia (Castelul Bethlen), Sitz des Muzeul Civilizației Dacice și Romane in Deva

Die archäologischen Funde aus Germisara und dem Kastell Cigmău befinden sich im Muzeul Civilizaţiei Dacice şi Romane (Museum der dakischen und römischen Zivilisation), dem ehemaligen Muzeul Judecean Hunedoara (Kreismuseum Hunedoara) in Deva.
Die gesamten archäologischen Stätten und im Speziellen das Kastell und die Thermen stehen nach dem 2001 verabschiedeten Gesetz Nr. 422/2001 als historische Denkmäler unter Schutz und sind mit dem LMI-Code HD-I-s-A-03172 in der nationalen Liste der historischen Monumente (Lista Monumentelor Istorice) eingetragen. Zuständig ist das Ministerium für Kultur und nationales Erbe (Ministerul Culturii și Patrimoniului Național), insbesondere das Generaldirektorat für nationales Kulturerbe, die Abteilung für bildende Kunst sowie die Nationale Kommission für historische Denkmäler sowie weitere, dem Ministerium untergeordnete Institutionen. Ungenehmigte Ausgrabungen sowie die Ausfuhr von antiken Gegenständen sind in Rumänien verboten.